# Автомобільні дороги і дорожнє будівництво
«Автомобільні дороги і дорожнє будівництво» — науковий фаховий журнал Національного транспортного університету. Заснований у 1964 р. Свідоцтво про державну реєстрацію: КВ № 9784 від 21.04.2005. Виходить 2 рази на рік.
ISSN 0365-8171 (Print)    ISSN 2707-4080 (Online)    ISSN 2707-4099 (CD), URL: http://addb.ntu.edu.ua [Архівовано 7 травня 2022 у Wayback Machine.]
Висвітлює питання проектування, будівництва, реконструкції та експлуатації автомобільних доріг і переходів через водотоки; штучних і підземних транспортних споруд; виробничих підприємств; організації та економіки будівельного виробництва та розвитку дорожньо-будівельної індустрії; екології та охорони навколишнього середовища; дорожніх умов і безпеки руху; інженерної механіки транспортних споруд.
Мова видання: українська, російська, англійська
Головний редактор: Савенко В'ячеслав Якович, доктор технічних наук.
Адреса редакції: Національний транспортний університет
вул. Суворова, 1, Київ, Україна, 01010